# جبل الرادار
جبل الرادار يقع جبل الرادار إلى الشمال من مدينة القدس، بينها وبين مدينة رام الله، يبلغ ارتفاع الجيل 880 مترًا عن سطح البحر، يتّخذ الجبل موقعًا مركزيًّا فهو قريب من طريق باب الواد أي الشارع الواصل بين مدنيتي يافا والقدس، سمّي بهذا الاسم لأن الجيش الانتداب البريطاني أقام به معسكرًا وموقع رادار. ودارت معارك جبل الرادار على هذا الجبل وسميت باسمه.